# Теодозій Янків
Теодозій Янків ЧСВВ (хресне ім'я Тарас; нар. 14 квітня 1954, Ленкниця, Польща) — український церковний діяч, священник Української греко-католицької церкви, василіянин, доктор богослов'я, педагог, проповідник, реколекціоніст і місіонер, протоігумен Провінції Найсвятішого Спасителя Василіянського Чину святого Йосафата в Україні (1997–2000), ігумен Крехівського і Київського василіянських монастирів. Після виходу УГКЦ з підпілля доклав багато зусиль для відновлення монашого василіянського життя і монастирів в Україні.

## Життєпис
Народився 14 квітня 1954 року в селі Ленкниця (нині гміна Сроково, Кентшинского повіту, Вармінсько-Мазурського воєводства, Польща) в сім'ї Івана Янківа та Ольги (до шлюбу Старух), які походили з села Бережниця Вишня (Лемківщина) і були переселені до Ленкниці під час операції «Вісла» в 1947 році. Його прапрадід по материній лінії Михайло Старух (1806—1876) був послом до Галицького крайового сейму 1-го скликання (1861—1866).
Навчався в початковій школі в Ленкниці (1961—1965), Байорах Великих (1965—1967), у школі-інтернаті в Корше (1967—1969) та в IV загальноосвітньому українському ліцеї в Легниці (1969—1973).
4 вересня 1973 року вступив на новіціат до Василіянського Чину у Варшавський монастир. 29 червня 1975 року склав перші тимчасові обіти. У 1973–1979 роках вивчав філософію і богослов'я у Варшавській вищій семінарії латинського обряду. 1 квітня 1979 року склав вічні обіти у Василіянському Чині, а 27 травня цього ж року отримав священничі свячення з рук латинського єпископа-помічника Варшавської архідієцезії Єжи Модзелевського.
У 1979–1983 роках душпастирював у Колобжегу, потім в Ольштині (1983–1984). 1984–1989 роки — магістр новіціату у Варшаві, тоді ж у 1987–1989 роках виконував обов'язки ректора семінарії для греко-католицьких богословів у Любліні. У 1989–1990 — душпастир та ігумен у Венгожево.

## Діяльність в Україні
У 1990 році приїхав в Україну для допомоги у відновленні василіянських монастирів і монашого життя. У вересні 1990 року відновив діяльність новіціату в Крехівському монастирі, у якому був призначений ігуменом та магістром новиків (до 1993). У 1991–1996 роках під його пильним наглядом була виконана грандіозна реконструкція ансамблю Крехівської обителі. У липні 1996 року на генеральній капітулі Василіянського Чину в Римі був обраний другим генеральним радником Чину, проте у 1997 році у зв'язку зі зреченням о. Віктора Батога з уряду протоігумена провінції Найсвятішого Спасителя в Україні, о. Теодозій Янків був призначений на уряд протоігумена і виконував його до 2000 року. За його протоігуменства розпочато будівництво монастиря святого Василія Великого в Києві (1998), започатковано будівництво корпусів Василіянського інституту філософсько-богословських студій в Брюховичах, видавався часопис «Київська церква» (1998–2001), якого він був ініціатором і головним редактором та ін.
Після завершення каденції протоігумена виконував обов'язки ректора Івано-Франківської духовної семінарії (2000–2001), а в 2001 році взяв активну участь у організації візиту папи Івана Павла ІІ в Україну. У 2001–2005 роках — ігумен Київського монастиря святого Василія Великого.
Упродовж 2010–2020 років проживав у монастирі Різдва Христового в Жовкві, у 2020 році переїхав до монастиря отців василіян у Перемишлі.

## «Подвижник»
У 2007 році в універистетському видавництві «Пульсари» у Києві вийшла книга під назвою «Подвижник» авторства Галини і Мирослава Левицьких, присвячена постаті о. Теодозія Янкова, ЧСВВ.